# Degustazione del vino

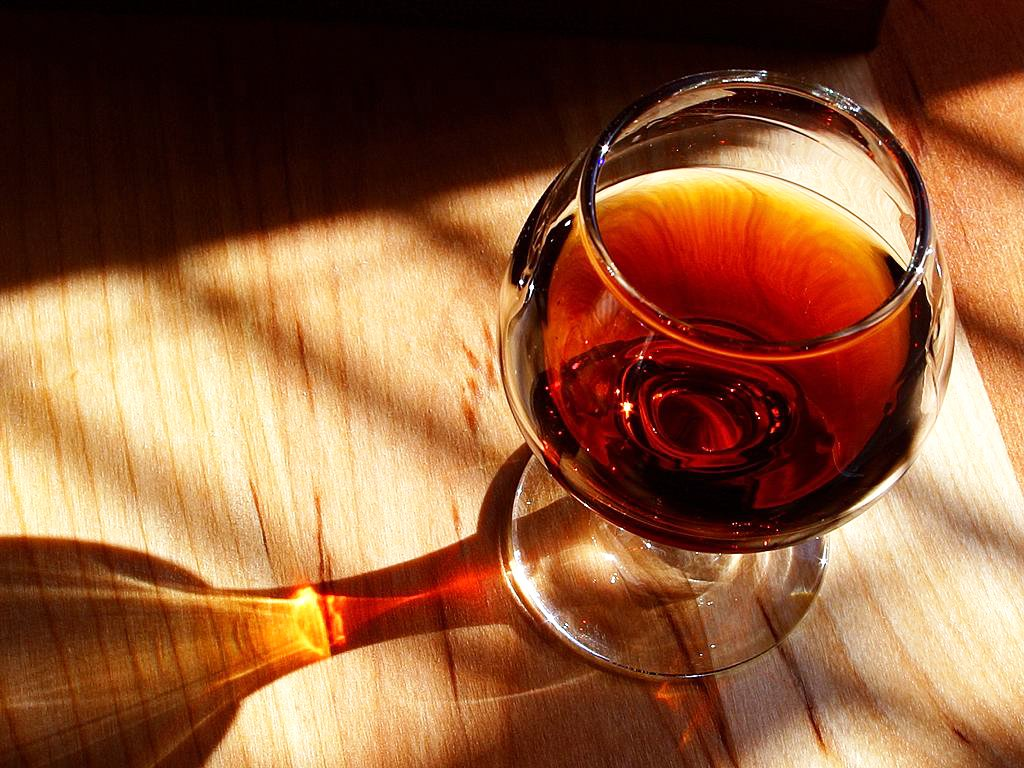
Vino in coppa da degustazione

Con il termine degustazione del vino (in ambito enologico semplicemente degustazione) si intende come un procedimento tecnico finalizzato a determinare in maniera per quanto possibile oggettiva le caratteristiche organolettiche di un vino, a valutarne la qualità ovvero a stabilirne gli eventuali difetti.
Affinché la degustazione possa fornire risultati confrontabili tra loro, anche se eseguita su prodotti diversi in tempi diversi da diversi valutatori, è necessario stabilire i parametri da valutare, le regole per valutare i singoli parametri e la scala di valori da attribuire ad ogni parametro.
La degustazione viene eseguita, oltre che per piacere personale, anche per valutare la rispondenza alle caratteristiche previste dal disciplinare di produzione dei vini IGP e DOP al fine di consentirne la messa in commercio. Esistono numerose metodologie di degustazione, elaborate dalle diverse organizzazioni che si occupano di vino, ma tutte sostanzialmente prevedono tre distinte fasi di analisi sensoriale: analisi visiva, olfattiva e gustativa.

## Condizioni ottimali per la degustazione

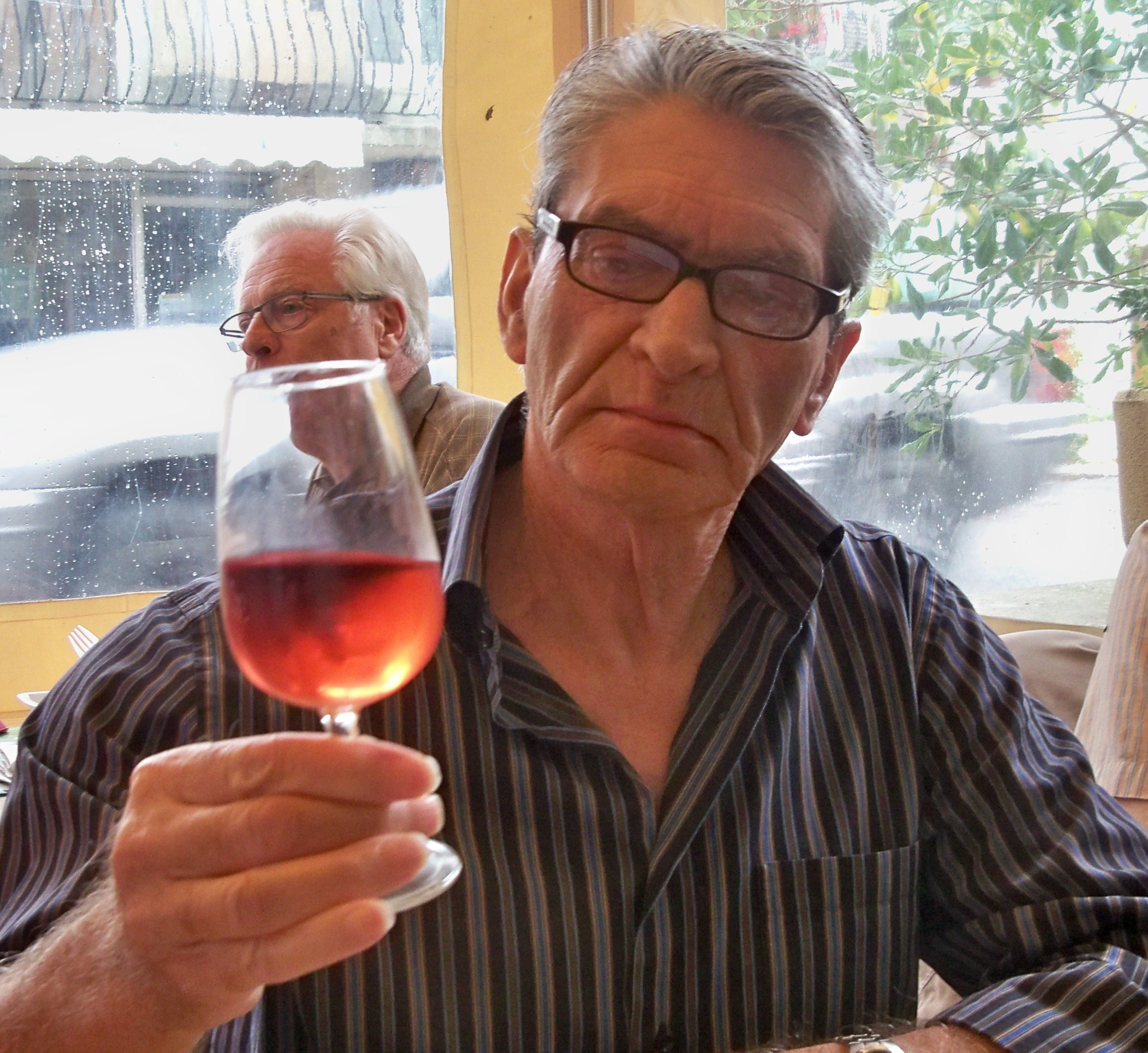
Guardare Sensazioni visive.
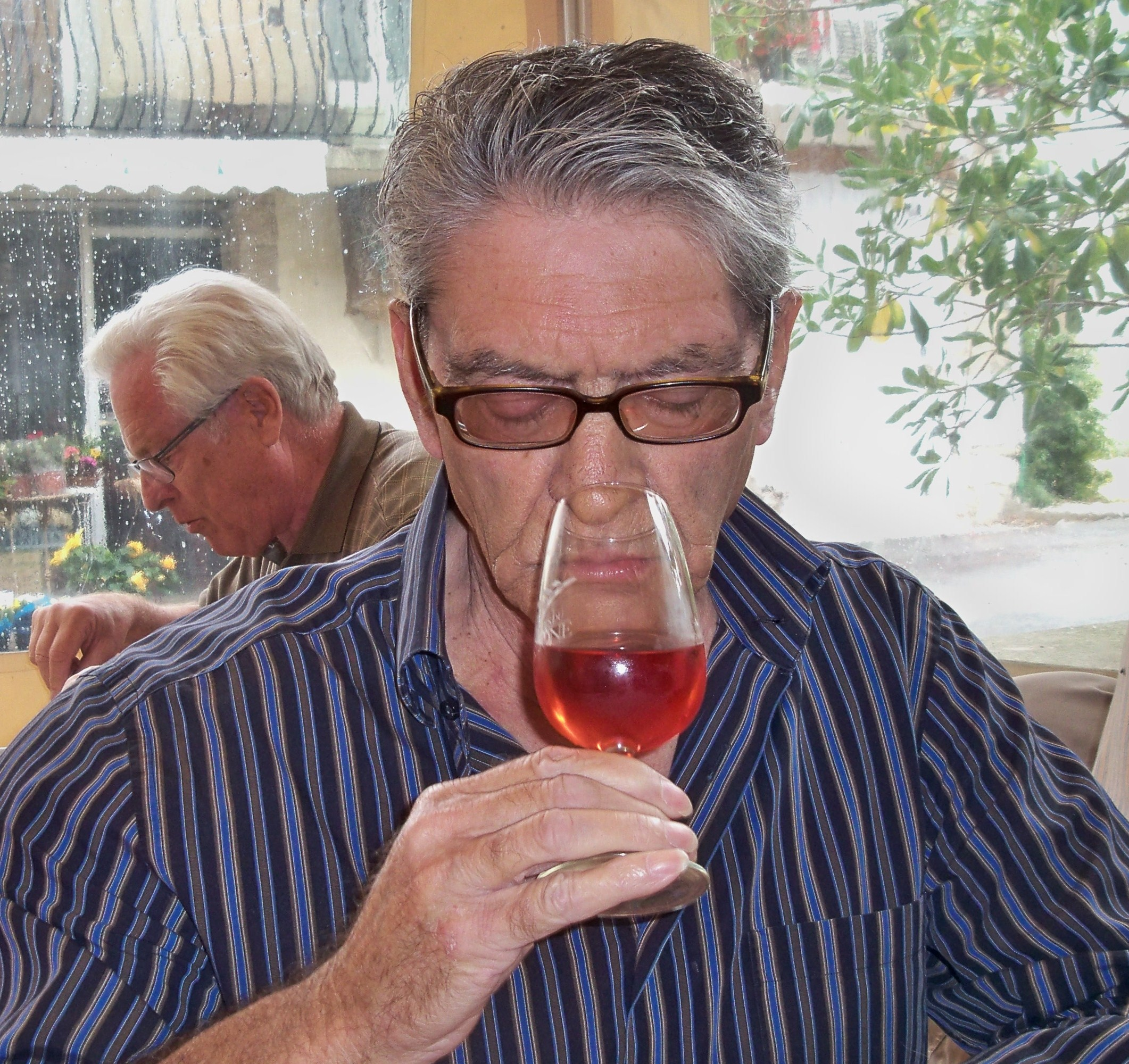
Annusare Sensazioni olfattive.
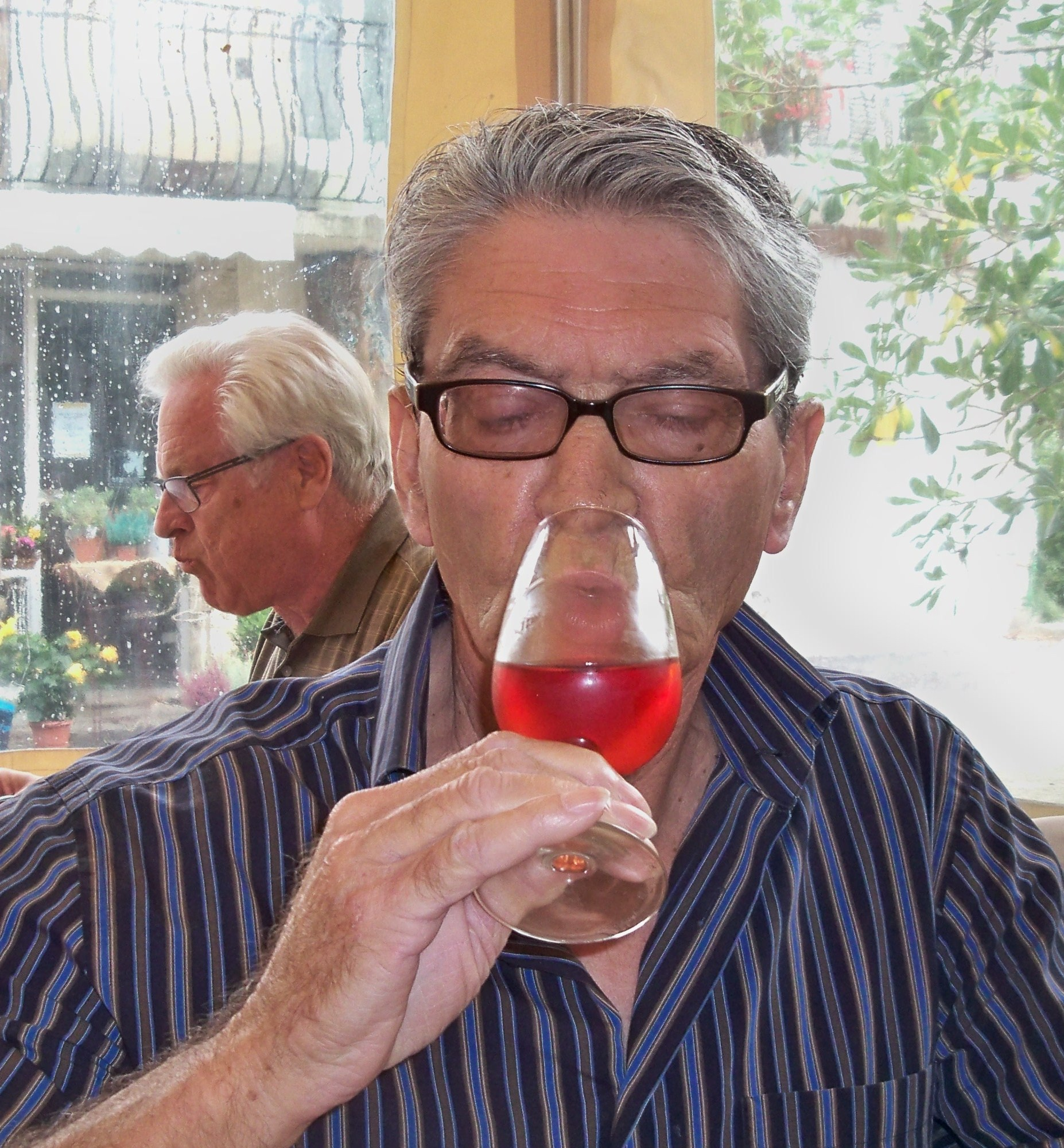
Assaggiare Sensazioni gustative.

Per effettuare una corretta degustazione è necessario che le condizioni dell'ambiente, del vino e del degustatore siano adeguate. 

### Condizioni ambientali
La stanza deve essere ben illuminata e con pareti bianche o dai colori chiari; è importante altresì che l'illuminazione non sia provocata da lampade neon.

### Condizioni del vino
Il vino deve essere servito alla giusta temperatura per ottimizzarne le caratteristiche organolettiche. 

### Bicchiere
La forma di un bicchiere da vino può avere un sottile impatto sulla percezione del vino, in particolare sul suo bouquet. Tipicamente, la forma ideale è considerata più ampia verso il basso, con un'apertura più stretta nella parte superiore (a tulipano o a forma di uovo). I bicchieri più larghi nella parte superiore sono considerati i meno ideali.
Il bicchiere non deve avere alcun tipo di odore e deve essere adeguato al vino in degustazione: ad esempio un rosso evoluto è degustato in un bicchiere dal calice ampio per favorirne l'aerazione e quindi permettere al vino di sprigionare gli aromi rimasti assopiti da anni di invecchiamento.

### Condizioni del degustatore
La persona che degusta deve essere in condizioni che non alterino la sua percezione sensoriale del vino, quindi non deve aver assunto alimenti balsamici (caramelle alla menta, gomme da masticare, ...) o particolarmente speziati, non deve aver fumato negli ultimi minuti e infine non deve indossare dei profumi intensi.

## Degustazione

### Analisi visiva
Si esegue utilizzando naturalmente la vista.
Oltre a fornire evidenti indicazioni sul colore del vino che si sta degustando (bianco, rosato o rosso), consente di eseguire una prima valutazione del prodotto.
I parametri che si valutano sono:
- limpidezza o trasparenza: questo parametro valuta la presenza di particelle in sospensione. È bene precisare che una minima quantità di particelle (il cosiddetto "fondo") è da considerarsi normale nei vini che rientrano nella categoria dei cosiddetti vini naturali, che non hanno subìto un filtraggio particolarmente severo, in quelli la cui fermentazione è continuata una volta imbottigliati e nei vini rossi importanti che hanno avuto un affinamento in botte per un consistente numero di anni.

- colore: questo parametro riveste una notevole importanza perché studiandolo è già possibile effettuare delle supposizioni su determinate caratteristiche del vino durante gli altri esami. Ad esempio un colore rosso granato molto probabilmente indica che il prodotto è stato passato in barrique e quindi ci aspettiamo che dall'esame olfattivo si percepiscano note tostate tipiche dei vini di una certa struttura.
- consistenza (solo per i vini non spumanti) che misura la viscosità di un vino: facendo girare il contenuto del bicchiere e osservando la velocità di discesa delle lacrime che si formano sulla parete, si può intuire il tenore alcoolico nonché la struttura del prodotto.

Solo per i vini spumanti si aggiunge una quarta categoria:
- effervescenza: questo parametro analizza la quantità, finezza e persistenza del perlage (le bollicine di anidride carbonica).

### Analisi olfattiva

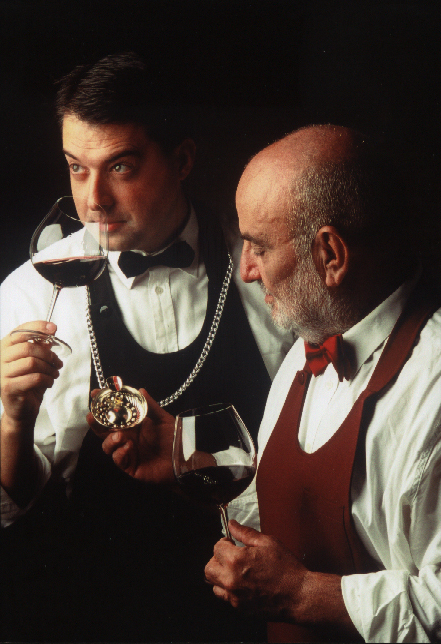
Esecuzione dell'analisi olfattiva.

Si esegue utilizzando naturalmente l'olfatto, più propriamente stimolando la mucosa olfattiva che si trova nella cavità nasale; la sensazione olfattiva si percepisce utilizzando due vie di accesso:
- la via nasale diretta mediante inspirazione con il naso
- la via retronasale mediante il passaggio interno degli odori dalla cavità boccale alle fosse nasali (rinofaringe) durante la deglutizione del liquido.

I principali parametri che si valutano sono:
- intensità: descrive quanto intensamente sono percepiti gli aromi
- complessità: descrive l'ampiezza del bouquet, ovvero la numerosità dei profumi individuabili
- qualità: questo non è un parametro ma un giudizio che descrive il livello qualitativo del vino dal punto di vista dell'analisi olfattiva

- descrizione (profumo, o odore se sgradevole): i profumi vengono descritti richiamandone la famiglia di appartenenza (aromatici, fruttati, speziati, tostati, erbacei, floreali, animali, minerali, eterei). Ogni profumo è inoltre classificato secondo l'origine, che si usa suddividere in tre categorie:
  1. aromi primari così definiti in quanto provengono direttamente dall'uva utilizzata, quale ad esempio il caratteristico profumo dell'uva moscato presente nell'Asti spumante
  2. aromi secondari così definiti in quanto si formano durante il processo di fermentazione, quali ad esempio il caratteristico profumo floreale presente in gran parte dei vini bianchi, o quello fruttato presente in gran parte dei vini rossi; naturalmente tali profumi non sono dovuti a fiori o frutta mescolati all'uva, ma sono dovuti a composti che si producono nelle reazioni chimiche che avvengono durante la fermentazione
  3. aromi terziari così definiti in quanto si formano durante il processo di affinamento, quali ad esempio il caratteristico odore di legno presente nei vini affinati in botte, o quello di lievito che si percepisce nello Champagne

### Analisi gustativa
Le sensazioni gustative si percepiscono nella cavità orale, principalmente per mezzo della lingua.
La lingua è un organo dotato di sensori (le papille gustative) che permettono di riconoscere solo quattro sapori fondamentali: il dolce, l'acido, il salato e l'amaro.
In linea di massima la sensazione dolce si percepisce sulla punta della lingua, la sensazione acida sui lati, la sensazione salata sui bordi, quella amara sul fondo; sulla parte centrale della lingua si percepiscono le sensazioni tattili quali:
- pseudocalore: si tratta della sensazione di riscaldamento della bocca in seguito alla dilatazione dei vasi sanguigni ad opera dell'alcool presente nel vino
- astringenza: sensazione trasmessa in gran parte dal tannino che produce in bocca la percezione di disidratazione della lingua e delle pareti della bocca
- effervescenza: propria dei vini spumanti, è il pizzicore dovuto all'anidride carbonica presente nel vino

I parametri che si valutano sono:
- morbidezza derivante da:
  - zuccheri: può essere un residuo derivato da una fermentazione alcoolica che è stata artificialmente interrotta, si pensi ad esempio al Brachetto d'Acqui il cui tenore alcoolico è molto modesto ma che presenta una spiccata nota dolce; è anche possibile che lo zucchero sia stato introdotto artificialmente nel vino dopo la fermentazione.
  - alcoli: formatosi attraverso la fermentazione alcoolica è presente in maggiori quantità nei casi in cui il vino abbia subìto un affinamento importante a causa del fatto che l'alcool consente una conservazione migliore. La principale sostanza di questa categoria è l'etanolo, ma è possibile riscontrare anche minime quantità di metanolo
  - polialcoli: responsabili della sensazione di morbidezza e di avvolgimento generale all'interno della bocca. La principabile responsabile di questa percezione è la glicerina

- durezza  derivante da:
  - acidi: data dalla presenza degli acidi i cui più importanti sono il tartarico, il lattico e il malico, quest'ultimo meno forte del precedente e presente in maggiori quantità se è avvenuta la fermentazione malolattica. L'acidità è un parametro il cui tenore percepito diminuisce tanto più il vino è stato invecchiato, è quindi sicuramente anomalo percepire decise acidità in un vino importante e invecchiato come ad esempio il Barolo
  - tannini: questo parametro viene valutato solo nei vini ottenuti attraverso la vinificazione in rosso anche se può essere riscontrato per i vini vinificati in bianco passati in botte. I tannini possono derivare dalle vinacce e dalle botti o barrique dentro cui sono stati affinati; questi ultimi sono meno aggressivi e più delicati dei primi. Naturalmente la prima categoria di tannino è riscontrabile in vini giovani che non hanno mai "visto" il legno, mentre la seconda è propria di vini più maturi barricati e che hanno quindi subito un affinamento più o meno lungo
  - sostanze minerali (sapidità): questo parametro è strettamente legato dall'ambiente pedoclimatico della vite come ad esempio il terreno o il clima del territorio. Ad esempio, il Vermentino di Gallura, essendo un vino prodotto con uve coltivate in una regione ventosa e relativamente vicina al mare, è caratterizzato da una piacevole ma netta sapidità a causa del vento che trasporta lo iodio verso le vigne

- equilibrio: misura la bilancia tra le morbidezze e le durezze. Ovviamente questo parametro è estremamente legato alla tipologia di vino degustato: un bianco giovane avrà una certa predominanza delle durezze mentre in un rosso evoluto è probabile saranno più evidenti le morbidezze, ad eccezione del tannino che però, come già detto, è meno aggressivo in un vino evoluto piuttosto che in uno giovane
- intensità: esattamente come per l'esame olfattivo, questo parametro esprime l'intensità delle sensazioni tattili e saporifere
- persistenza: indica sommariamente il numero di secondi durante i quali permangono in bocca dopo la deglutizione tutti i sapori del vino
- qualità: come per l'esame olfattivo, questo giudizio riassume il livello qualitativo dell'esame gustativo
- Struttura o corpo: valuta la struttura conosciuta anche con il termine di estratto secco, cioè tutte le componenti del vino esclusi acqua e alcool. Come è intuibile, un vino dalla struttura importante molto spesso ha visto un periodo di invecchiamento in botte o in bottiglia

### Fase conclusiva
Dopo aver completato le tre fasi dell'analisi sensoriali, si arriva alla fase conclusiva, rivolta a descrivere le sensazioni generali derivate dall'insieme dei parametri considerati.
In questa fase vengono definiti:
- stadio evolutivo: misura l'anzianità del vino in rapporto alla sua qualità e quindi alla sua futura evoluzione
- armonia che rispecchia la qualità generale del vino nonché la coerenza delle sensazioni fornite dai tre esami

## Terminologia
Segue una tabella riepilogativa dei termini utilizzati per definire gli aspetti analizzati nei paragrafi precedenti:
| Analisi     | Categoria         | Sottocategoria    | Terminologia                                                                         |
| Visiva      | Limpidezza        | -                 | Velato Abbastanza limpido Limpido Cristallino Brillante                              |
| Visiva      | Colore            | Vino bianco       | Giallo verdolino Giallo paglierino Giallo dorato Giallo ambrato                      |
| Visiva      | Colore            | Vino rosee        | Rosa tenue Rosa cerasuolo Rosa chiaretta                                             |
| Visiva      | Colore            | Vino rosso        | Rosso porpora Rosso rubino Rosso granato Rosso aranciato                             |
| Visiva      | Consistenza       | -                 | Fluido Poco consistente Abbastanza consistente Consistente Viscoso                   |
| Visiva      | Effervescenza     | Grana bollicine   | Grossolane Abbastanza fini Fini                                                      |
| Visiva      | Effervescenza     | Numero bollicine  | Scarse Abbastanza numerose Numerose                                                  |
| Visiva      | Effervescenza     | Persistenza       | Evanescenti Abbastanza persistenti Persistenti                                       |
| Olfattiva   | Intensità         | -                 | Carente Poco intenso Abbastanza intenso Intenso Molto intenso                        |
| Olfattiva   | Complessità       | -                 | Carente Poco complesso Abbastanza complesso Complesso Ampio                          |
| Olfattiva   | Qualità           | -                 | Comune Poco fine Abbastanza fine Fine Eccellente                                     |
| Olfattiva   | Descrizione       | -                 | Aromatico Vinoso Floreale Fruttato Fragrante Erbaceo Minerale Speziato Etereo Franco |
| Olfattiva   | Franchezza        | -                 | Molto schietto Schietto Sufficiente Poco schietto                                    |
| Gustativa   | Morbidezza        | Zuccheri          | Secco Abboccato Amabile Dolce Stucchevole                                            |
| Gustativa   | Morbidezza        | Alcoli            | Leggero Poco caldo Abbastanza caldo Caldo Alcolico                                   |
| Gustativa   | Morbidezza        | Polialcoli        | Spigoloso Poco morbido Abbastanza morbido Morbido Pastoso                            |
| Gustativa   | Durezza           | Acidi             | Piatto Poco fresco Abbastanza fresco Fresco Acidulo                                  |
| Gustativa   | Durezza           | Tannini           | Molle Poco tannico Abbastanza tannico Tannico Astringente                            |
| Gustativa   | Durezza           | Sostanze minerali | Scipito Poco sapido Abbastanza sapido Sapido Salato                                  |
| Gustativa   | Equilibrio        | -                 | Poco equilibrato Abbastanza equilibrato Equilibrato                                  |
| Gustativa   | Intensità         | -                 | Carente Poco intenso Abbastanza intenso Intenso Molto intenso                        |
| Gustativa   | Persistenza       | -                 | Corto Poco persistente Abbastanza persistente Persistente Molto persistente          |
| Gustativa   | Qualità           | -                 | Comune Poco fine Abbastanza fine Fine Eccellente                                     |
| Gustativa   | Struttura o corpo | -                 | Magro Debole Di corpo Robusto Pesante                                                |
| Conclusione | Stato evolutivo   | -                 | Immaturo Giovane Pronto Maturo Vecchio                                               |
| Conclusione | Armonia           | -                 | Poco armonico Abbastanza armonico Armonico                                           |

## Vini "didattici"
Segue una lista di vini "didattici" ovvero vini con alcune delle suddette caratteristiche accentuate e di facile individuazione:
| Caratteristica | Vino                                                                                     |
| -------------- | ---------------------------------------------------------------------------------------- |
| Tannicità      | Vini dalla forte tannicità sono quelli a base di Sagrantino di Montefalco e il Nebbiolo. |
| Sapidità       | Vini dalla forte sapidità sono il Verdicchio di Matelica e il Vermentino di Gallura      |
| Acidità        | Vini dalla forte acidità sono Vinho Verde e quellia base di Tintilia.                    |

## Visitare una cantina
Viaggiare nelle regioni vinicole è un modo per aumentare l'abilità nella degustazione. Molti produttori di vino nelle regioni vinicole di tutto il mondo offrono degustazioni del loro vino. A seconda del paese o della regione, la degustazione in cantina può comportare un piccolo supplemento per consentire al produttore di coprire i costi.